# 資渓県
資渓県（しけい-けん）は中華人民共和国江西省撫州市に位置する県。

## 行政区画
- 鎮:鶴城鎮、馬頭山鎮、高阜鎮、嵩市鎮、烏石鎮
- 郷:高田郷、石峡郷

## 交通

### 鉄道
- 中国鉄路総公司
  - 鷹廈線
    - 資渓駅

### 道路
- 高速道路
  - 済広高速道路
  - S46 撫吉高速道路
- 国道
  - G316国道